# ラジオ番組

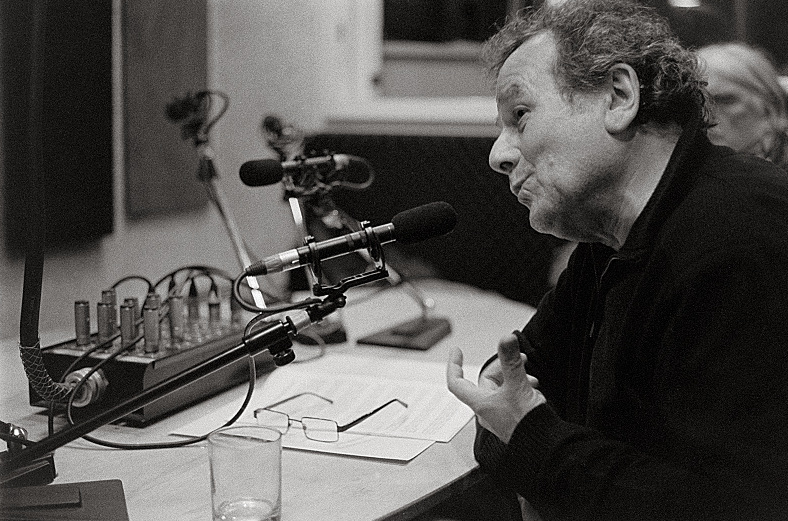
ラジオ局でマイクロフォンを使い音声を入力する

ラジオ番組（ラジオばんぐみ）とは、ラジオ放送またはインターネットラジオ（Webラジオ）における番組の総称である。

## ラジオ番組の分類 (日本)
日本の放送法5条では、「放送番組の種別」は「教養番組、教育番組、報道番組、娯楽番組等」としている。なお、教養番組と教育番組については法2条に内容の定義があるが、報道番組と娯楽番組についての定義はない。
ラジオ放送局はテレビジョン放送局と異なり、106条・107条に基づく各種別の「相互の間の調和」および、「放送番組の種別の基準」に関する公表の義務を負わないが、自主的に番組種別公表を行っている例がある。
かつて、日本民間放送連盟（民放連）放送基準では、各局の自主的な番組種別公表のため、ラジオ番組をニュース番組、政治番組、社会公共番組、宗教番組、児童向け番組、教育番組、娯楽番組に細分し、各局がこれを準用していた。のちに改正され、この条文はなくなっている。

### ラジオ番組のジャンル

#### ラジオ番組特有のもの
- 報道番組
  - 交通情報 - カーラジオで聞く人が多いこともあって、ほとんどのラジオ局で頻繁に放送されている。後述のワイド番組などに組み込まれていることが多い。
- 娯楽番組
  - 音楽番組
    - レコード・CD音源をフル再生する例が多い。また、ラジオパーソナリティによるトークがほとんどないか、一切なし（ノンDJ）で音楽のみを流す構成もある。
    - リクエスト番組 - リスナーからはがき、ファクシミリ、（20世紀末からは）電子メールなどで、聴取者から楽曲のリクエストを事前に、または放送時間中に募り、それを放送する。カウントダウン番組とバラエティ番組の要素を兼ねている番組もある。

  - 朗読番組
  - ラジオドラマ
  - トーク番組 - 特に深夜放送において中心的な地位を占めている。テレビより過激なトークが多く、この種の番組にパーソナリティとして出演してから売れ始めた有名人（お笑いタレント、俳優など）も多い。ハガキ、ファクシミリ、電子メールなどで聴取者からギャグを募集するコーナーが併設されることが多く、ハガキ職人と称される常連投稿者の中から放送作家が輩出される例もある。
  - アニラジ
- ラジオショッピング - ワイド番組等の時間内に内包されたコーナーとしての位置付けが多いが、ラジオ局全体の広告収入が減少しはじめた2000年代中期頃（2004年 - 2006年頃）以降、通販会社が番組枠を買う例が増え、大部分の放送局で放送時間が増加している。パーソナリティと外部の専門業者（一部を除く）とが電話を通じて会話するフォーマットが多い。放送局の子会社がラジオショッピング事業を請け負っている例もある。

#### テレビ番組と共通するもの
- 教養番組
  - 宗教番組 - 早朝を中心に放送されている。
  - 人生相談番組 - 聴取者の人生上における各種の悩みについて相談を受け、解決に向けてのアドバイスを相談員が行うなどの内容となっている。
- 教育番組 - 現在ではNHKラジオ第2放送を中心に放送されている。
- 報道番組
  - ニュース・天気予報
    - ラジオ局ローカルニュースタイトル一覧参照。
- 娯楽番組
  - 音楽番組
    - カウントダウン番組 - J-POP、洋楽、演歌、インディーズなど、ジャンルを絞って紹介する番組が多い。
    - ライブ中継

  - スポーツ中継
- ワイド番組 - 生放送で行われる長時間番組。日本の民放ラジオ局の多くが「オーディエンス・セグメンテーション」を取り入れており、平日の昼は主婦や外回りの営業マン向け、平日の夜や週末は若者向けといった具合にターゲット層を分けて編成している。

## 主なラジオ番組
Category:ラジオ局およびCategory:ラジオ番組を参照。特にスポーツ番組についてはCategory:ラジオのスポーツ番組参照。